# Marko Livaja
Marko Livaja, né le  26 août 1993 à Split, est un footballeur international croate qui évolue au poste d'attaquant ou de milieu offensif au Hajduk Split.

## Biographie

### En club

#### Jeunesse
Marko Livaja commence sa carrière au club croate de GOŠK Kaštel Gomilica puis au club d'Omladinac Vranjic, localisé en bordure de sa ville natale Split. Il est ensuite repéré par le Dinamo Zagreb mais préfère s'engager pour le club concurrent, Hajduk Split.

#### Inter Milan
Il rallie l'Inter Milan durant l'été 2010 mais ce dernier le prête 2 mois plus tard au FC Lugano, club suisse de première division.
Il revient à l'Inter Milan pendant l'été 2011 avant d'être de nouveau prêté à l'AC Cesena pour une période de 6 mois. Il n'y joua que 3 matchs.
De nouveau de retour à Milan, il intègre seulement l'équipe première au début de la saison 2012-2013. Son entraîneur lui accorda du temps de jeu notamment en Ligue Europa où il prit part à 7 matchs avec 4 buts à la clé.

#### Atalanta Bergame
Malgré cette demi-saison intéressante, l'Atalanta Bergame devient copropriétaire du joueur estimé à 3 millions d'euros. Sa seconde demi-saison se déroule donc dans ce dernier club avec lequel il participe à 11 matchs en Série A pour un total de 2 buts.
Le début de la saison suivante est mitigé pour Marko Livaja, en effet il est titulaire lors des 2 premières journées mais devient remplaçant dès la troisième journée de championnat.
Mais cela ne l'empêche pas de marquer son premier but pour le compte de la cinquième journée puis un second dans le cadre de la douzième journée de Série A, durant le temps additionnel, ce qui permet à son équipe de remporter le match.

#### FK Rubin Kazan
Il s'engage au FK Rubin Kazan le 1er juillet 2014.

#### AEK Athènes
Le 29 juin 2018, il s'engage définitivement pour 3 ans avec l'AEK Athènes, qui a levé son option d'achat à 1,8 million d'euros. Il gagnera 700 000 euros par an.

### Hajduk Split
Le même jour où son contrat avec l'AEK a été résilié, Livaja a rejoint le club croate Hajduk Split jusqu'à la fin de la saison. Il a marqué sept buts et réalisé huit passes décisives lors de ses 17 apparitions pour Hajduk, contribuant à la qualification du club pour les phases de qualification et les barrages de la Ligue de Conférence Europa de l'UEFA 2021-2022.
Le 9 juin 2021, Hajduk a annoncé que Livaja avait signé un nouveau contrat avec le club jusqu'à l'été 2024. Le 21 décembre 2021, les capitaines des équipes de Prva HNL (première division croate) ont désigné Marko Livaja comme le meilleur footballeur de la ligue. L'attaquant de Hajduk est le premier joueur du club de Split à remporter ce prix de meilleur joueur depuis 2003. Livaja a terminé la saison 2021–22 Prva HNL en tant que meilleur buteur avec 28 buts, devant Josip Drmić de Rijeka avec 21 buts. Ses 28 buts en championnat constituent un record pour Hajduk sur une seule saison, surpassant les 26 buts de Leo Lemešić en 1934-35 et les 25 de Zlatko Vujović. En juillet 2022, Livaja a prolongé son contrat pour 4 années supplémentaires.
Livaja a reçu le prix du Prva HNL Player of the Year (Tportal) pour l'année 2022. Ce faisant, il est devenu le premier joueur à remporter ce prix deux années consécutives et le premier depuis Sammir en 2012 à être un lauréat répété. Pour la saison Championnat de Croatie de football 2022-2023, Livaja a à nouveau été le meilleur buteur de la ligue avec 19 buts, alors que Hajduk a terminé deuxième du championnat. Le dernier match de la saison de championnat était également son 100e avec Hajduk toutes compétitions confondues. Livaja a marqué un penalty tardif lors de la finale de la 2023 Croatian Football Cup, permettant à Hajduk de défendre son titre de champion de l'année précédente et de remporter sa huitième Coupe de Croatie. En juillet 2022, Livaja a de nouveau été élu meilleur joueur de la HNL, remportant le prix pour la saison 2022/23.

### En équipe nationale
Le 9 novembre 2022, il est sélectionné par Zlatko Dalić pour participer à la Coupe du monde 2022. Lors du dernier match de poules face au Canada, il inscrit son premier but dans un tournoi majeur. 

## Statistiques

### En club
| Saison                | Club                  | Championnat           | Championnat | Championnat | Coupe(s) nationale(s) | Coupe(s) nationale(s) | Supercoupe | Supercoupe | Compétition(s) continentale(s) | Compétition(s) continentale(s) | Compétition(s) continentale(s) | Croatie | Croatie | Total | Total |
| Saison                | Club                  | Division              | M.          | B.          | M.                    | B.                    | M.         | B.         | Comp.                          | M.                             | B.                             | M.      | B.      | M.    | B.    |
| 2010-2011             | FC Lugano (prêt)      | Challenge League      | -           | -           | -                     | -                     | -          | -          | -                              | -                              | -                              | -       | -       | 0     | 0     |
| Sous-total            | Sous-total            | Sous-total            | -           | -           | -                     | -                     | -          | -          | -                              | -                              | -                              | -       | -       | 0     | 0     |
| 2011-2012             | AC Cesena (prêt)      | Serie A               | 3           | 0           | -                     | -                     | -          | -          | -                              | -                              | -                              | -       | -       | 3     | 0     |
| Sous-total            | Sous-total            | Sous-total            | 3           | 0           | 0                     | 0                     | -          | -          | -                              | -                              | -                              | -       | -       | 3     | 0     |
| 2012-2013             | Inter Milan           | Serie A               | 6           | 0           | -                     | -                     | -          | -          | C3                             | 7                              | 4                              | -       | -       | 13    | 4     |
| Sous-total            | Sous-total            | Sous-total            | 6           | 0           | 0                     | 0                     | -          | -          | -                              | 7                              | 4                              | -       | -       | 13    | 4     |
| 2012-2013             | Atalanta Bergame      | Serie A               | 11          | 2           | -                     | -                     | -          | -          | -                              | -                              | -                              | -       | -       | 11    | 2     |
| 2013-2014             | Atalanta Bergame      | Serie A               | 20          | 2           | 3                     | 2                     | -          | -          | -                              | -                              | -                              | -       | -       | 23    | 4     |
| Sous-total            | Sous-total            | Sous-total            | 31          | 4           | 3                     | 2                     | -          | -          | -                              | -                              | -                              | -       | -       | 34    | 6     |
| 2014-2015             | Rubin Kazan           | Premier-Liga          | 11          | 0           | 2                     | 1                     | -          | -          | -                              | -                              | -                              | -       | -       | 13    | 1     |
| Sous-total            | Sous-total            | Sous-total            | 11          | 0           | 2                     | 1                     | -          | -          | -                              | -                              | -                              | -       | -       | 13    | 1     |
| 2015-2016             | Empoli FC (prêt)      | Serie A               | 18          | 1           | -                     | -                     | -          | -          | -                              | -                              | -                              | -       | -       | 18    | 1     |
| Sous-total            | Sous-total            | Sous-total            | 18          | 1           | 0                     | 0                     | -          | -          | -                              | -                              | -                              | -       | -       | 18    | 1     |
| 2016-2017             | UD Las Palmas         | LaLiga                | 25          | 5           | 1                     | 2                     | -          | -          | -                              | -                              | -                              | -       | -       | 26    | 7     |
| Sous-total            | Sous-total            | Sous-total            | 25          | 5           | 1                     | 2                     | -          | -          | -                              | -                              | -                              | -       | -       | 26    | 7     |
| 2017-2018             | AEK Athènes (prêt)    | Super League          | 27          | 8           | 5                     | 0                     | -          | -          | C1+C3                          | 2+8                            | 0+2                            | -       | -       | 42    | 10    |
| 2018-2019             | AEK Athènes           | Super League          | 25          | 7           | 8                     | 4                     | -          | -          | C1                             | 5                              | 1                              | 4       | 0       | 42    | 12    |
| 2019-2020             | AEK Athènes           | Super League          | 22+10       | 6+3         | 6                     | 3                     | -          | -          | C3                             | 4                              | 3                              | -       | -       | 42    | 15    |
| 2020-2021             | AEK Athènes           | Super League          | 17          | 3           | 1                     | 0                     | -          | -          | C3                             | 7                              | 2                              | -       | -       | 25    | 5     |
| Sous-total            | Sous-total            | Sous-total            | 101         | 27          | 20                    | 7                     | -          | -          | -                              | 26                             | 8                              | 4       | 0       | 151   | 42    |
| 2020-2021             | HNK Hajduk Split      | 1. HNL                | 15          | 6           | 2                     | 1                     | -          | -          | -                              | -                              | -                              | -       | -       | 17    | 7     |
| 2021-2022             | HNK Hajduk Split      | 1. HNL                | 34          | 28          | 5                     | 4                     | 1          | 0          | C4                             | 1                              | 0                              | 9       | 2       | 50    | 34    |
| 2022-2023             | HNK Hajduk Split      | 1. HNL                | 34          | 19          | 4                     | 2                     | -          | -          | C4                             | 4                              | 0                              | 8       | 2       | 50    | 23    |
| 2023-2024             | HNK Hajduk Split      | 1. HNL                | 20          | 8           | 2                     | 1                     | -          | -          | C4                             | 2                              | 0                              | -       | -       | 24    | 9     |
| Sous-total            | Sous-total            | Sous-total            | 103         | 61          | 13                    | 8                     | 1          | 0          | -                              | 7                              | 0                              | 17      | 4       | 141   | 73    |
| Total sur la carrière | Total sur la carrière | Total sur la carrière | 298         | 98          | 39                    | 20                    | 1          | 0          | -                              | 40                             | 12                             | 21      | 4       | 399   | 134   |

## Palmarès

### En club
| Inter Milan - Championnat d'Italie Primavera - Champion en 2012 (it) |  | AEK Athènes - Championnat de Grèce - Champion en 2018 |  | Hajduk Split - Coupe de Croatie - Vainqueur en 2022 (en) et 2023 |

### Distinction personnelle
- Meilleur buteur du championnat de Croatie en 2022 (28 buts) et en 2023 (19 buts)